# يوسف حسن (لاعب كرة قدم مصري)
يوسف حسن لاعب كرة قدم مصري في مركز الهجوم ، من ناشئي نادي الزمالك.

## روابط خارجية
- يوسف حسن على موقع قاعدة بيانات كرة القدم.إي يو (الإنجليزية)